# 笹兵衛
株式会社笹兵衛（ささべえ）は、広島県呉市で寿司店・スーパーマーケットを運営している企業である。

## 概要
笹兵衛は、1969年（昭和44年）に広島県呉市で創業した企業である。会社設立は1985年（昭和60年）。